# تشارلي لويس ريت
تشارلي لويس ريت (بالبرتغالية: Charles Luis Reiter‏) (26 أبريل 1988 في بلوميناو في البرازيل – )؛ هو لاعب كرة قدم كان يلعب كمدافع.

## وصلات خارجية
- تشارلي لويس ريت على موقع رابطة كرة القدم اليابانية للمحترفين (اليابانية)
- تشارلي لويس ريت على موقع قاعدة بيانات كرة القدم.إي يو (الإنجليزية)
- تشارلي لويس ريت على موقع Soccerway.com (الإنجليزية)
- تشارلي لويس ريت على موقع عالم كرة القدم.نت (الإنجليزية)